# Mihai Baicu
Mihai Baicu (* 21. September 1975 in Bukarest; † 6. Juli 2009 ebenda) war ein rumänischer Fußballspieler. Der Mittelfeldspieler war in seinem Heimatland und in Italien aktiv.

## Sportlicher Werdegang
Baicu entstammt der Jugend von Național Bukarest, für den er 1994 in der Divizia A debütierte. Zunächst verlieh ihn der Klub Anfang 1995 an Dacia Unirea Brăila in die Divizia B, von dort wechselte er im Sommer des Jahres zu Gloria Cornești.
1996 wechselte Baicu zurück in die Divizia A, wo er sich dem FC Argeș Pitești anschloss. Ohne den Durchbruch geschafft zu haben, zog er zum Aufsteiger CF Chindia Târgoviște weiter, bei dem er ebenfalls nur kurz blieb. Mit Foresta Fălticeni stieg er in die erste Liga auf, beim später zeitweise in Foresta Suceava umgetauften Klub avancierte er zum regelmäßigen Torschützen.
2000 verpflichtete der italienische Drittligist AS Cittadella Baicu. Erneut feierte er einen Aufstieg, als er 2001 mit dem Klub in die Serie B aufstieg. Nach dem Wiederabstieg in die Lega Pro Prima Divisione blieb er dem Klub zunächst treu, 2003 wechselte er kurzzeitig zur US Cremonese und anschließend zurück nach Rumänien. Nach kurzen Engagements beim FC Brașov und dem FC Ghimbav 2000 schloss er sich 2004 dem FC Farul Constanța an. Dort war er in einen Dopingskandal verwickelt, als seine Mitspieler Iulian Apostol und Adrian Senin positiv auf Furosemid getestet wurden, gestand er, dass der Urin von ihm stammte. Er wurde für drei Monate gesperrt. Im Pokalwettbewerb 2004/05 erreichte er mit der Mannschaft das Endspiel, das gegen Dinamo Bukarest nach einem Tor von Ștefan Grigorie mit einer 0:1-Niederlage erfolglos endete. Anschließend beendete er bei Ceahlăul Piatra Neamț im Alter von 31 Jahren seine aktive Laufbahn.
Baicu verstarb im Sommer 2009 im Alter von 33 Jahren an einer Herzinsuffizienz am Rande eines Fußballspiels im Bukarester Stadtbezirk Ghencea.